# Yaakov Rosner
Yaakov „Jack“ Rosner (1902 Mnichov – 26. srpna 1950 Tel Aviv) byl izraelský umělec a fotograf.

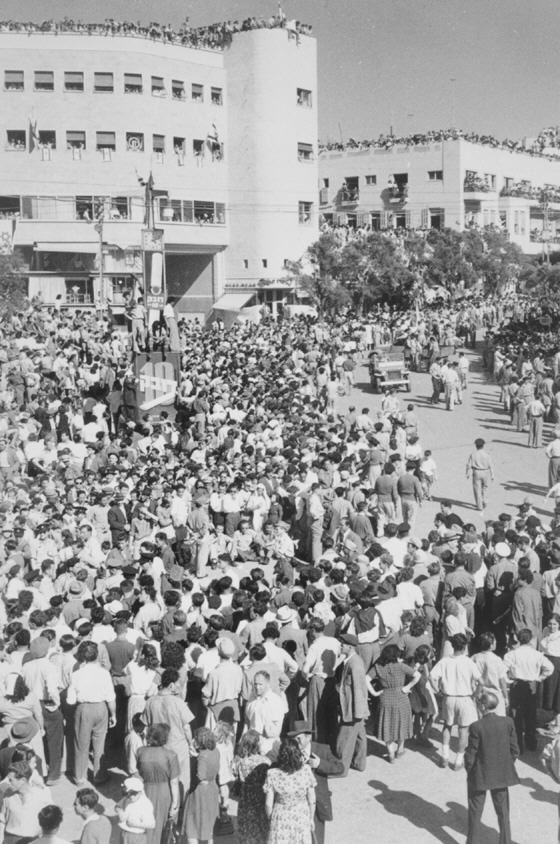
Dne 30. listopadu 1947: Mugrabiho náměstí v Tel Avivu, davy oslavují oznámení dne 29. listopadu rozhodnutí Valného shromáždění OSN o ukončení britského mandátu v zemi Izrael

## Životopis
Jack Rosner se jako dítě připojil k sionistické mládežnické organizaci Blau-Weiß. Od roku 1920 navštěvoval obchodní školu v Mnichově a od roku 1922 studoval ekonomii na univerzitě v Mnichově, kde v roce 1926 získal doktorát. Rosner si vzal Margot Klausnerovou, a spolu měli dceru. Manželství se brzy rozvedlo a Rosner se oženil podruhé v roce 1932.
V letech 1926/27 Rosner cestoval po USA, kde se setkal s fotografem Alfredem Stieglitzem, což mělo na jeho práci silný vliv. Od roku 1927 Rosner pracoval v reklamním oddělení obchodu s obuví Leiser v Berlíně. Stal se členem Společnosti německých fotografů (GDL).
V roce 1936 Rosner emigroval do Palestiny , kterou už předtím několikrát navštívil, a začal žít v Tel Avivu. Pracoval jako hlavní fotograf pro Židovský národní fond (KKL). Je jedním z fotografů, kteří dokumentovali stavební práce osadníků. Pracoval také s komerčním umělcem Franzem Krauszem na reklamních a propagandistických brožurách. V roce 1944 měl výstavu svých fotografií v Jeruzalémě. Vydal několik ilustrovaných knih, avšak jeho fotografická esej o exodu jemenských Židů zůstala nepublikována.
Yaakov Rosner byl průkopníkem izraelské fotografie, který dokumentoval rané události země Izrael. Rosner vyvinul styl, který byl průnikem dokumentární a inscenované fotografie. Subjekty na těchto fotografiích byly vždy hezké, silné, šťastné a pracovité. Když realita neodpovídala očekáváním, byla představena pseudo-dokumentárním způsobem.
Jeho dcera Miriam Spielman darovala jeho majetek Izraelskému muzeu, které díky izraelské právní situaci mohlo tyto fotografie roku 2001 zveřejnit jako volné dílo.

## Galerie

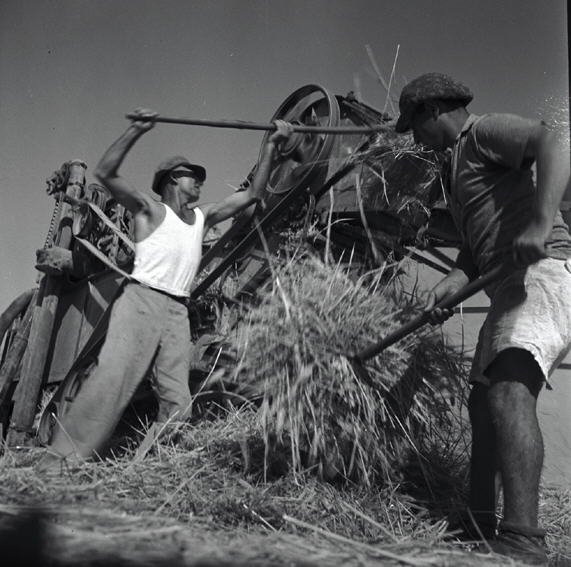
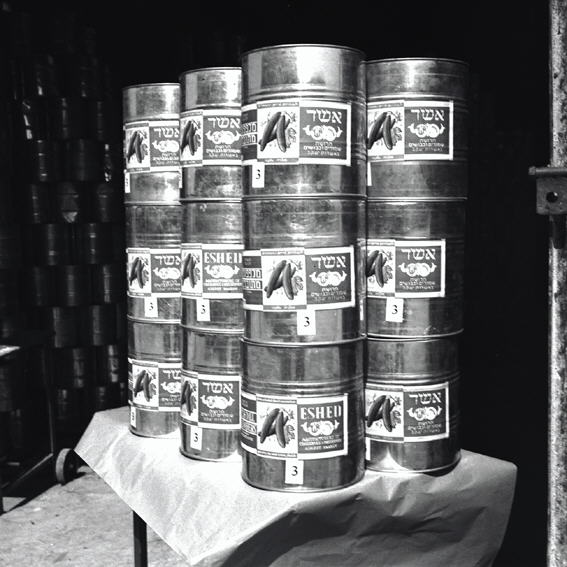
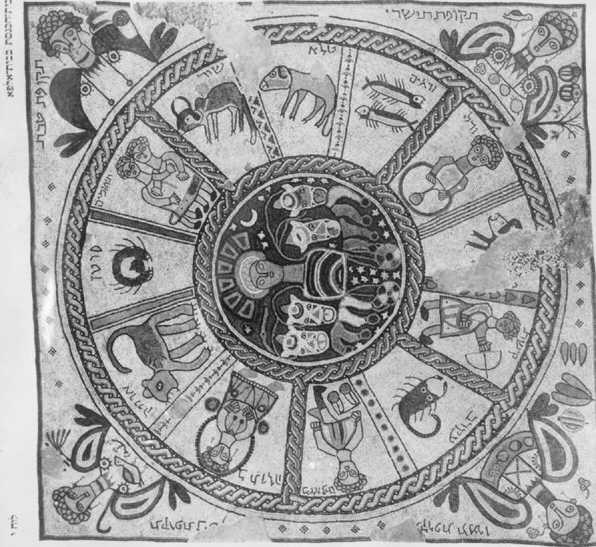
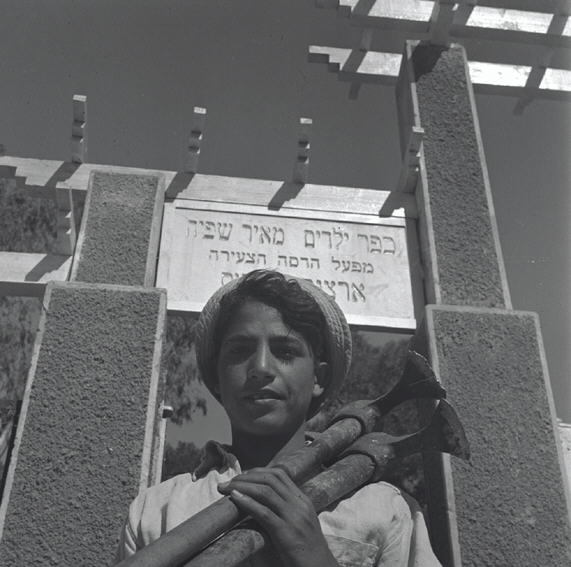
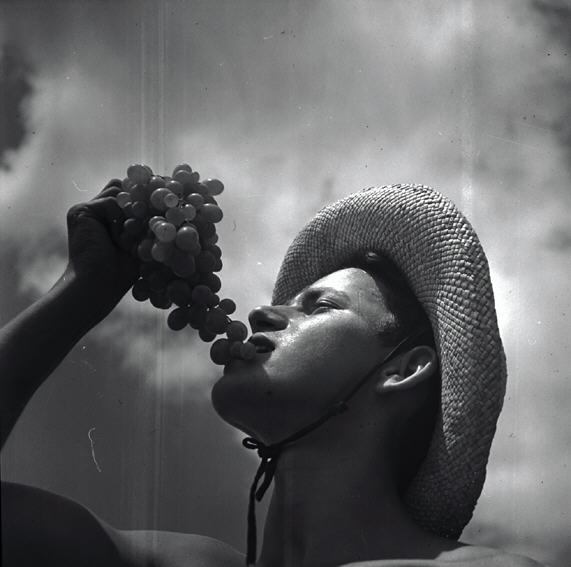
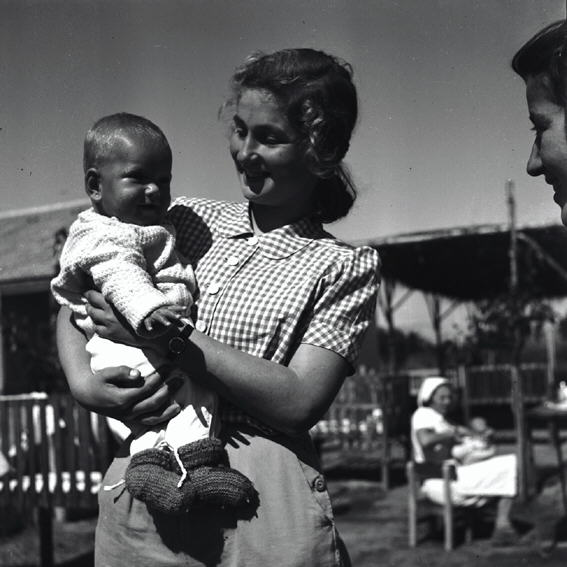
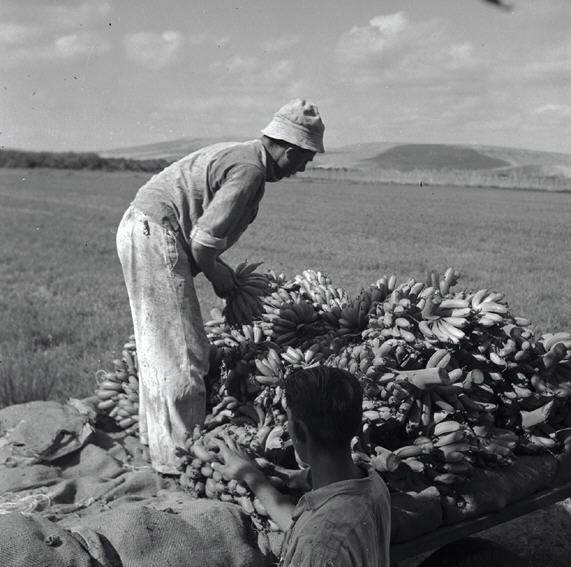
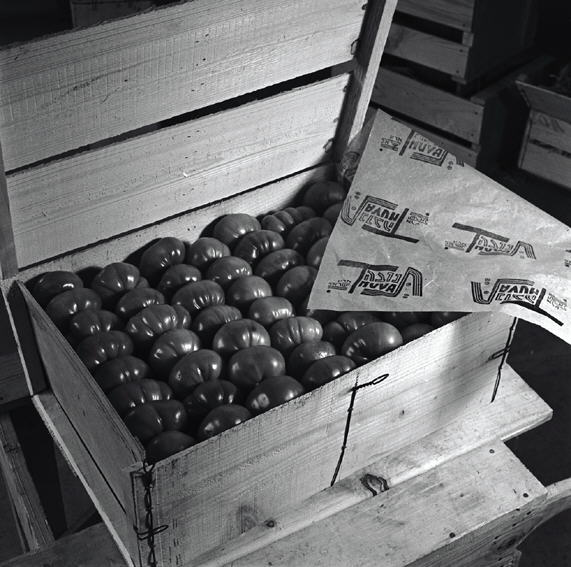
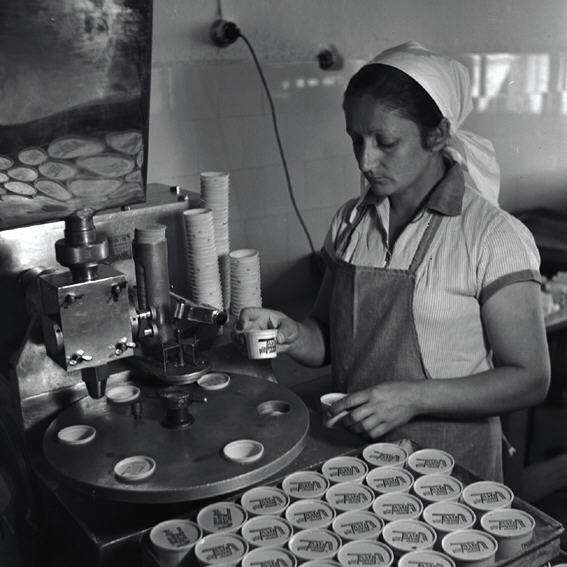
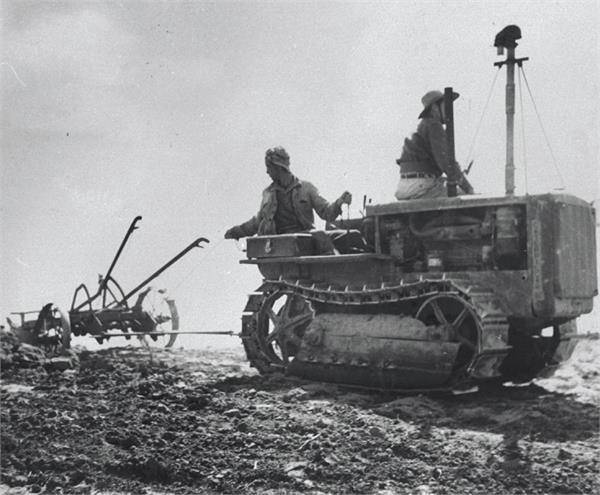
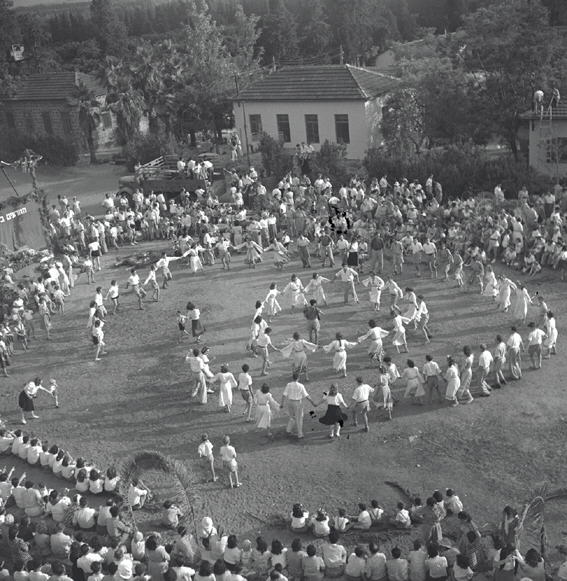
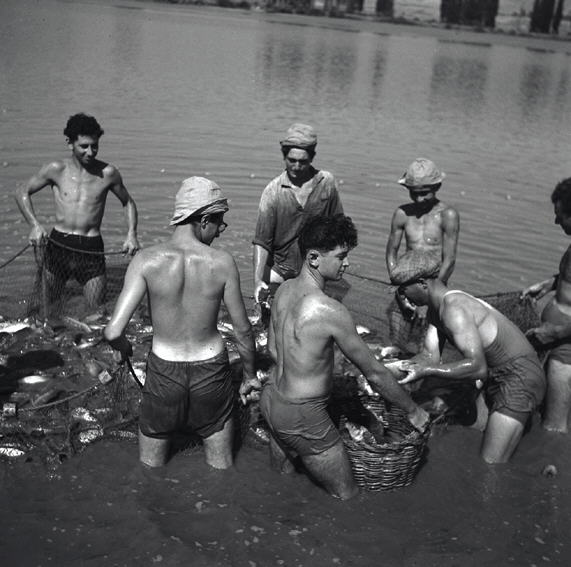
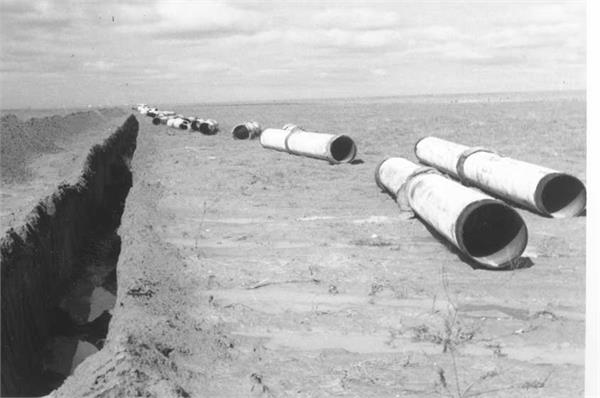
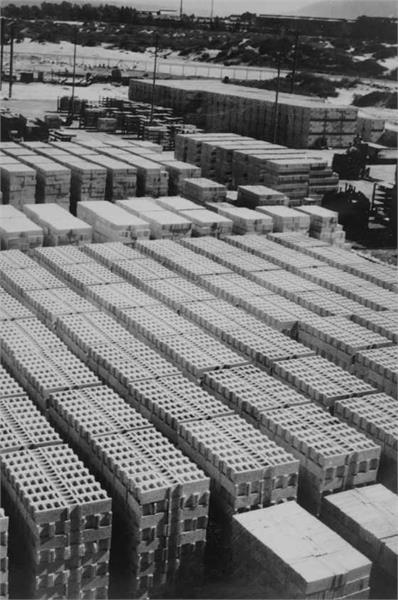
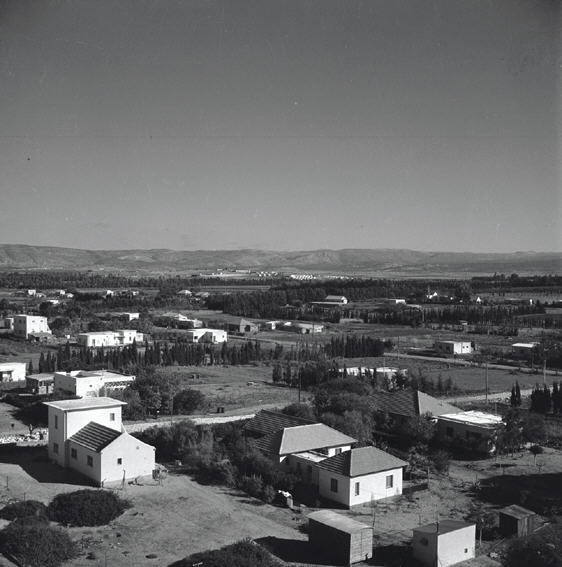
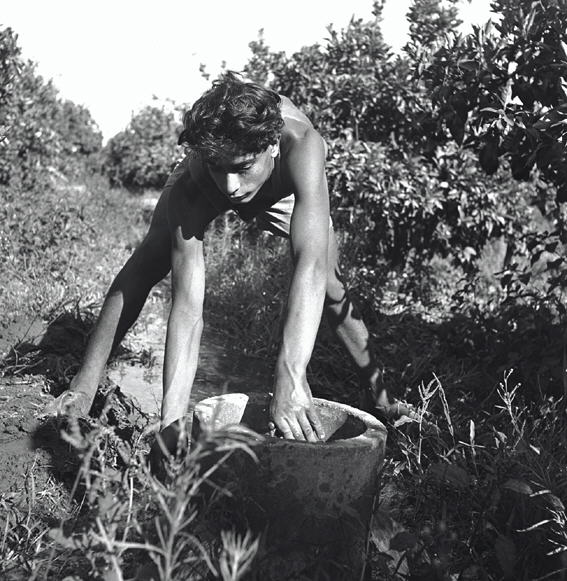

## Vzdělávání
- 1926–27 USA, s fotografem Alfredem Stieglitzem

## Výstavy
- 1991 „Yaakov Rosner 1930–1950“, Izraelské muzeum, Jeruzalém[4]
- 2006 Haifa in the Eye of the Camera – The First Half of the 20th Century, Muzeum města Haifa[5]

- Jakob Rosner: A Palestine picture book. New York : Schocken Books, 1947
- Tatjana Neef (vyd.): Unbelichtet – unexposed. Münchner Fotografen im Exil. (Erschienen anlässlich der gleichnamigen Ausstellung im Jüdischen Museum München). Kehrer Verlag, Heidelberg 2010, ISBN 978-3-86828-130-9.
- Klaus Honnef, Frank Weyers: Und sie haben Deutschland verlassen... müssen: Fotografen und ihre Bilder 1928–1997 Ausstellung Rheinisches Landesmuseum Bonn, 15. Mai–24. August 1997. Köln: PROAG, 1997 ISBN 3-932584-02-3, s. 411–414